# Francesco Maria Pandolfi Alberici
Francesco Maria Pandolfi Alberici (* 18. März 1764 in Orvieto; † 3. Juni 1835 in Rom) war ein italienischer Kardinal der Römischen Kirche.

## Leben
Er entstammte einer Familie des Patriziats von Orvieto und war Domherr an der dortigen Kathedrale.
Im Alter von 50 Jahren trat er am 3. Juni 1814 als Päpstlicher Hausprälat in den Dienst der Römischen Kurie. Am 5. Oktober 1814 wurde er Referendar und am 9. März 1816 Ponens der Sacra Congregazione della Consulta, später Prälat der Kongregation für die kirchliche Immunität sowie der Konzilskongregation. Am 5. Juli 1829 ernannte Papst Pius VIII. ihn zum Kanoniker der Basilika St. Peter im Vatikan und am 15. März 1830 zum Maestro di camera. In diesen Positionen wurde er von Papst Gregor XVI. bestätigt und behielt sie bis zu seiner Aufnahme ins Kardinalskollegium.
Im Konsistorium vom 30. September 1831 erhob Gregor XVI. ihn in pectore zum Kardinal, dies wurde am 2. Juli 1832 bekanntgegeben, und am 17. Dezember desselben Jahres erhielt er, nunmehr Kardinalpriester, Santa Prisca als Titelkirche. Der Papst ordnete ihn der Kongregation für Ablässe und die heiligen Reliquien, der Congregazione della Consulta, der Kongregation für die Güterverwaltung und der Kongregation für die Wasserversorgung zu.
Francesco Maria Pandolfi Alberici starb drei Jahre später und wurde in seiner Titelkirche Santa Prisca beigesetzt.